# Papouasie-Nouvelle-Guinée aux Jeux olympiques d'été de 1984
L'équipe de Papouasie-Nouvelle-Guinée olympique participe aux Jeux olympiques d'été de 1984 à Los Angeles. Elle n'y remporte aucune médaille. L'athlète Iammogapi Launa est le porte-drapeau de la délégation papouasienne comptant 7 sportifs (4 hommes et 3 femmes).

## Engagés papouasiens par sport

### Athlétisme
| Hommes | Femmes |
| --- | --- |
| 200 m : - Lapule Tamean : 1er tour, 21 s 97. 400 m : - Lapule Tamean : 1er tour, 47 s 60. 5 000 m : - Tau John Tokwepota : 1er tour, 15 min 24 s 68. 10 000 m : - Tau John Tokwepota : 1er tour, 31 min 29 s 14. Marathon : - Tau John Tokwepota : 66e, 2 h 36 min 36 s. | 100 m : - Barbara Ingiro : 1er tour, 12 s 19. 200 m : - Elanga Buala : Quarts de finale, 24 s 87. 400 m : - Elanga Buala : 1er tour, 56 s 82. 100 m haies : - Barbara Ingiro : 1er tour, 15 s 39. Heptathlon : - Iammogapi Launa : 19e, 5 146 pts. |

### Tir
| Mixte                                             |
| ------------------------------------------------- |
| Fosse olympique : - Trevan Clough : 66e, 145 pts. |

## Sources
- (en) https://www.sports-reference.com/